# Яцинівська волость
Яцинівська волость — адміністративно-територіальна одиниця Лохвицького повіту Полтавської губернії з центром у селі Яцини.
Станом на 1885 рік — складалася з 4 поселень, 14 сільських громад. Населення 5457 — осіб (2762 осіб чоловічої статі та 2695 — жіночої), 936 дворових господарств.
Згідно з даними 1908 і 1912 років у Лохвицькому повіті Яцинівська волость ліквідована разом із Остапівською. Замість них  були створені Білоцерківська, Білоусівська та Гнідинська.
Основні поселення Яцинівської волості:
- Яцини — колишнє державне та власницьке село при річці Многа за 40 верст від повітового міста, 282 дворів, 1537 мешканців, православна церква, 3 постоялих будинки, лавка, базар по вівторках і п'ятницях, 25 вітряних млинів, маслобійний завод. За 3 версти — винокурний завод.
- Бубни — колишнє державне та власницьке село при річці Многа, 173 двори, 1000 мешканців, православна церква, 2 постоялих будинки, 14 вітряних млинів, 4 маслобійні заводи.
- Білоцерківці — колишнє державне та власницьке село при річці Многа, 416 дворів, 2455 мешканців, православна церква, 6 постоялих будинків, лавка, базар по понеділкам і четвергам, 3 ярмарки, кузня, 50 вітряних млинів, 11 маслобійних заводів.
- Нехристівка — колишнє державне та власницьке село при річці Многа, 65 дворів, 277 мешканців, православна церква, постоялий будинок, кузня, 4 вітряних млини, маслобійний завод.